# Minami (Kyoto)

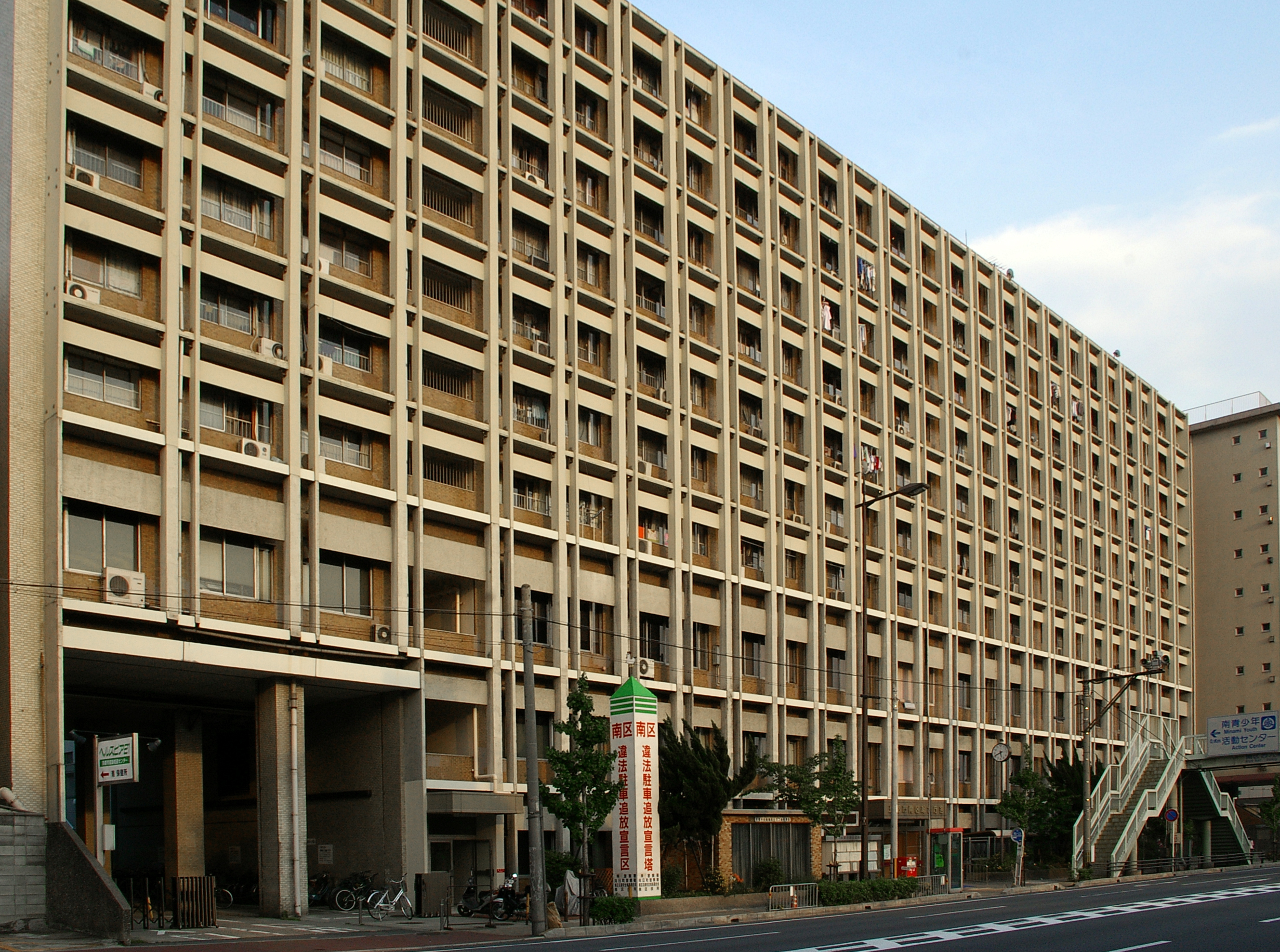
Ajuntament de districte

Minami (南区, Minami-ku) és un dels 11 districtes urbans de la ciutat de Kyoto, capital de la prefectura homònima, a la regió de Kansai, Japó. Comparat amb altres districtes de Kyoto, Minami té menys monuments i atraccions turístiques que la resta, sent una zona de classe treballadora. Tot i això, hom pot trobar el Tō-ji o "temple de l'est" i el lloc on hi va haver la porta de Rajōmon. El nom del districte, Minami, es pot traduir al català com a "sud", fent referència a la seua situació geogràfica.

## Geografia
El districte de Minami es troba localitzat a la part meridional de la ciutat de Kyoto. Per la part occidental del districte flueixen els rius Kamo i Katsura, mentres que pel centre passa el riu Nishi-Takase. El terme del districte de Minami limita amb els de Nishikyō, Ukyō i Shimogyō al nord; amb Higashiyama a l'est; amb Fushimi al sud i amb Mukō a l'oest.

### Barris
Els barris del districte, basats en els antics districtes escolars, són els següents:
- Baikei (梅逕)
- Kujō (九条)
- Kōdō (弘道)
- Tōnan (塔南)
- Minami-Ōuchi (南大内)
- Karahashi (唐橋)
- Tōka (陶化)
- Tōwa (東和)
- Sannō (山王)
- Kisshōin (吉祥院)
- Kami-Toba (上鳥羽)
- Kuze (久世)

## Història
Fins a la fi del període Edo, el territori de l'actual districte de Minami estava format per diferents llogarets pertanyents als districtes de Kadono, Kii i Otokuni de l'antiga província de Yamashiro. L'any 1874, aquests llogarets es van reorganitzar en els municipis moderns de Higashi-Kujô, Kisshôin, Kami-Toba, part del poble de Shichijô i part de Ôuchi d'acord amb la nova llei de municipis de 1889. Entre els anys 1918 i 1931 tots aquests municipis, excepte Kuze, van ser absorbits per la ciutat de Kyoto i integrats al districte de Shimogyō. L'1 de setembre de 1955 es crea el districte de Minami fruit d'una escissió del districte de Shimogyō, tot i que l'actual terriori de Minami no s'assoliria fins al 1959, quan el poble de Kuze va integrar-se al districte.

## Demografia
| 1920   | 1930   | 1940   | 1950    | 1960    | 1970    | 1980    |
| ------ | ------ | ------ | ------- | ------- | ------- | ------- |
| n/a    | n/a    | n/a    | n/a     | 104.918 | 108.200 | 101.713 |
| 1990   | 2000   | 2010   | 2020    | 2030    | 2040    | 2050    |
| 98.962 | 97.820 | 98.744 | 101.507 | -       | -       | -       |

## Transport

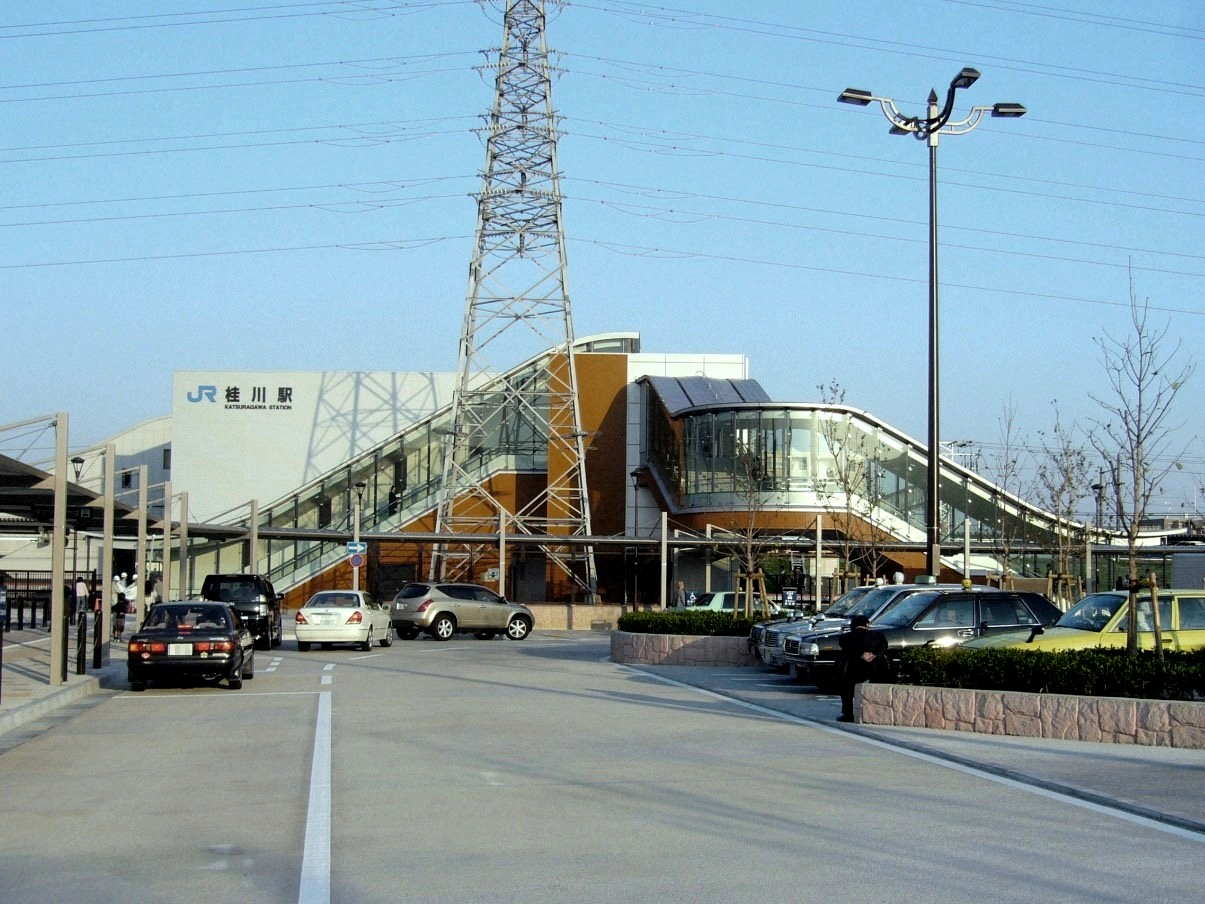
Estació de Katsuragawa

### Ferrocarril
- Companyia de Ferrocarrils del Japó Occidental (JR West)
  - Nishi-Ōji - Katsuragawa
- Ferrocarril Kinki Nippon (Kintetsu)
  - Tōji - Jūjō
- Metro de Kyoto
  - Kujō - Jūjō

### Carretera
- Autopista de Nagoya-Kōbe (Meishin)
- Nacional 1 - Nacional 24 - Nacional 171
- Xarxa de carreteres prefecturals de Kyoto